# Hasimoto Kento
Hasimoto Kento (橋本 拳人) (Itabasi, 1993. augusztus 16. –) japán válogatott labdarúgó.

## Klub
A labdarúgást az FC Tokyo csapatában kezdte. 132 bajnoki mérkőzésen lépett pályára és 14 gólt szerzett. 2020-ban az FK Rosztov csapatához szerződött.

## Nemzeti válogatott
2019-ben debütált a japán válogatottban. A japán válogatottban 13 mérkőzést játszott.

## Statisztika
| Japán válogatott | Japán válogatott | Japán válogatott |
| Időszak          | Mérk.            | gól              |
| ---------------- | ---------------- | ---------------- |
| 2019             | 7                | 0                |
| 2020             | 2                | 0                |
| 2021             | 4                | 1                |
| Összesen         | 13               | 1                |